# Catedral imperial (Alemania)
En Alemania, una catedral imperial (del alemán: Kaiserdom) es una designación que reciben las catedrales católicas que estuvieron relacionadas con un emperador del Sacro Imperio Romano Germánico, en principio con su construcción, y fueron designadas así principalmente las tres catedrales románicas renanas de Maguncia, Worms y Espira.

## Catedrales imperiales renanas
La construcción de la catedral de Maguncia comenzó alrededor del año 975 bajo el arzobispo Willigis de Mainz, entonces regente del Sacro Imperio Romano Germánico por la minoría de edad del emperador Otón III. Su sede ya era una especie de "iglesia de Estado", ya que era el primer edificio de ese tamaño al norte de los Alpes. La catedral se completó en 1009, se incendió en la dedicación y fue reconstruida de inmediato. Willigis puede haber planeado reemplazar la catedral de Aquisgrán como la iglesia de coronación del Rey de los Romanos; de hecho, los sucesores de Otón III,  Enrique II (en 1002) y Conrado II (en 1024) fueron coronados en Maguncia, pero presumiblemente en el edificio anterior, ya que la actual catedral no fue consagrada hasta 1038. El rey Enrique IV también contribuyó al edificio después otro incendio en 1081. La catedral de Maguncia fue el lugar de la coronación de Felipe de Suabia, de Federico II Hohenstaufen y del antirrey Enrique Raspe.
La catedral de Espira es la iglesia románica más grande que se conserva en el mundo (después de la demolición de la Abadía de Cluny) y es desde 1981 Patrimonio de la Humanidad por la UNESCO. Fue construido a partir de 1025 por el rey Conrado II como una panteón familiar para la  dinastía sálica. Su sucesor  Enrique III donó los Evangelios de Espira en 1046; el edificio se completó en 1061 bajo el gobierno del emperador Enrique IV. Durante la querella de las investiduras con el papa Gregorio VIII, hizo que la iglesia se ampliara de nuevo a partir de 1081, con el fin de enfatizar su autoridad imperial. Sus restos mortales fueron transferidos a la catedral por su hijo Enrique V en 1111.
La catedral de Worms, un edificio de gran altura, fue construida entre 1130 y 1181. Alberga las tumbas de la familia del emperador  Conrado II y también obtuvo su estatus de catedral imperial debido a su tamaño y gloria, más que por haber sido erigida por un emperador. La iglesia fue el sitio de la nominación del papa León IX en 1048 y de la conclusión del Concordato de 1122 de Worms que puso fin a la querella de las investiduras. En 1235 tuvo lugar aquí el matrimonio del emperador Federico II con Isabel de Inglaterra.

Las tres catedrales imperiales renanas
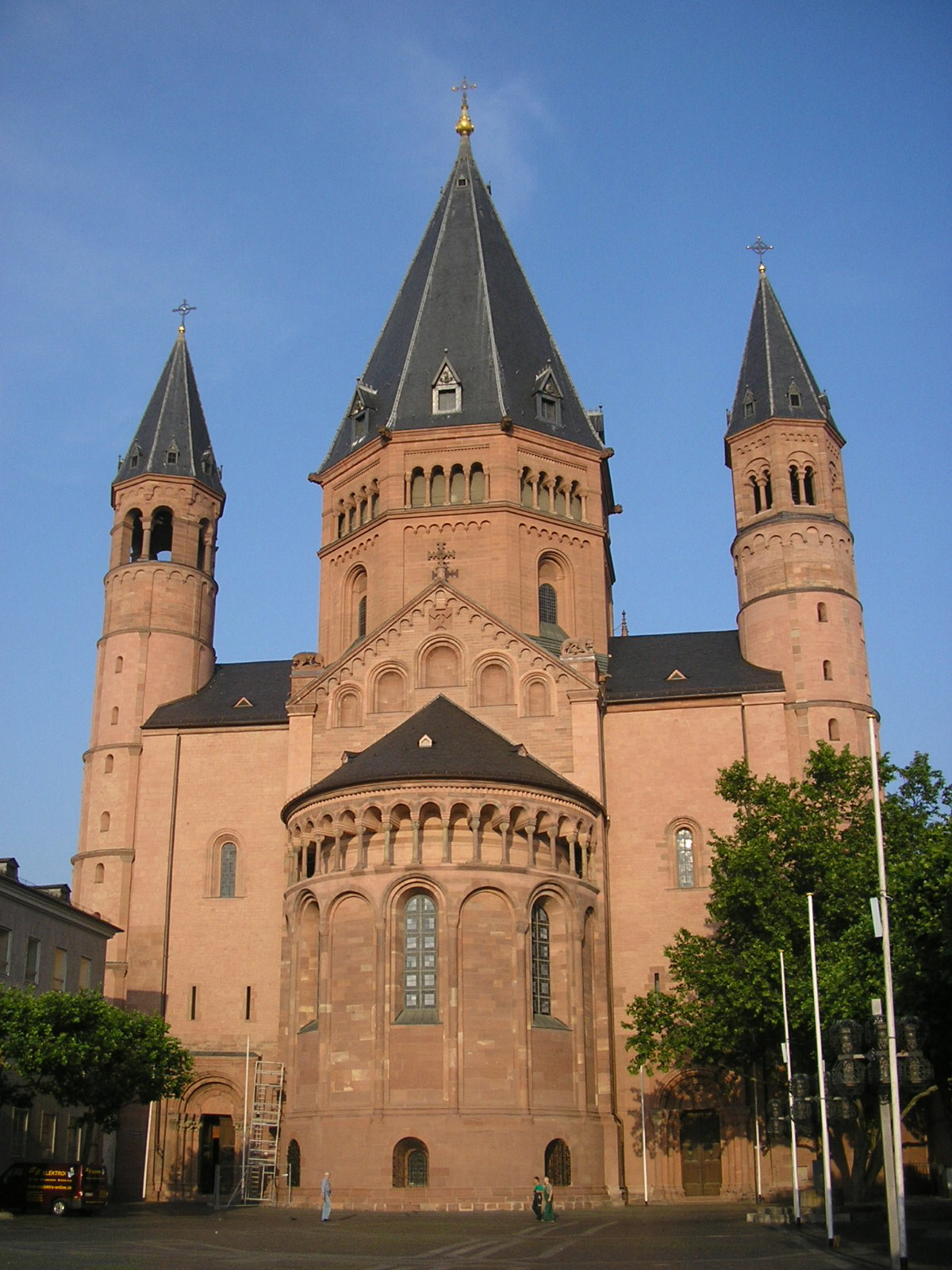
Catedral de Maguncia
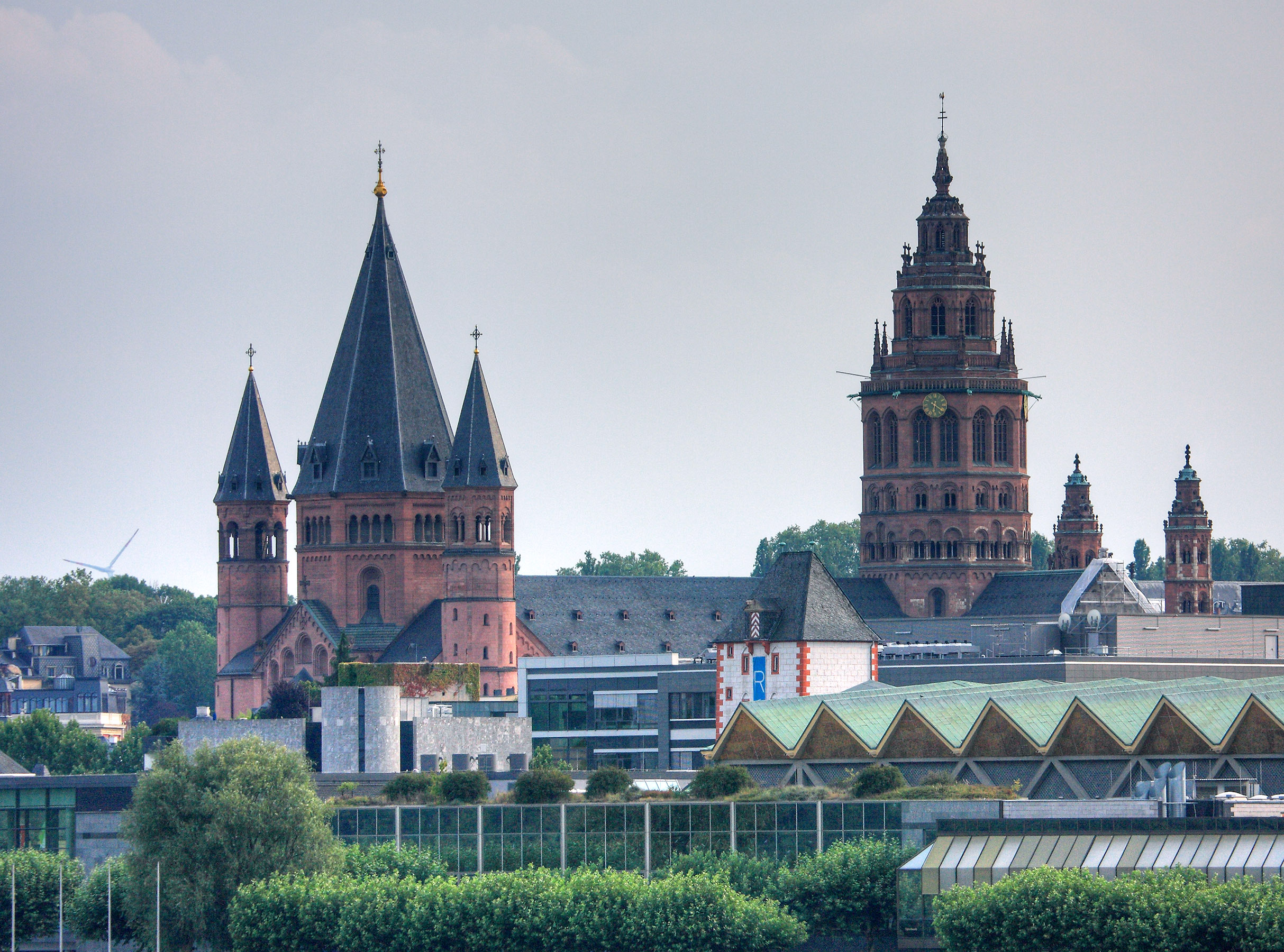
catedral de Maguncia
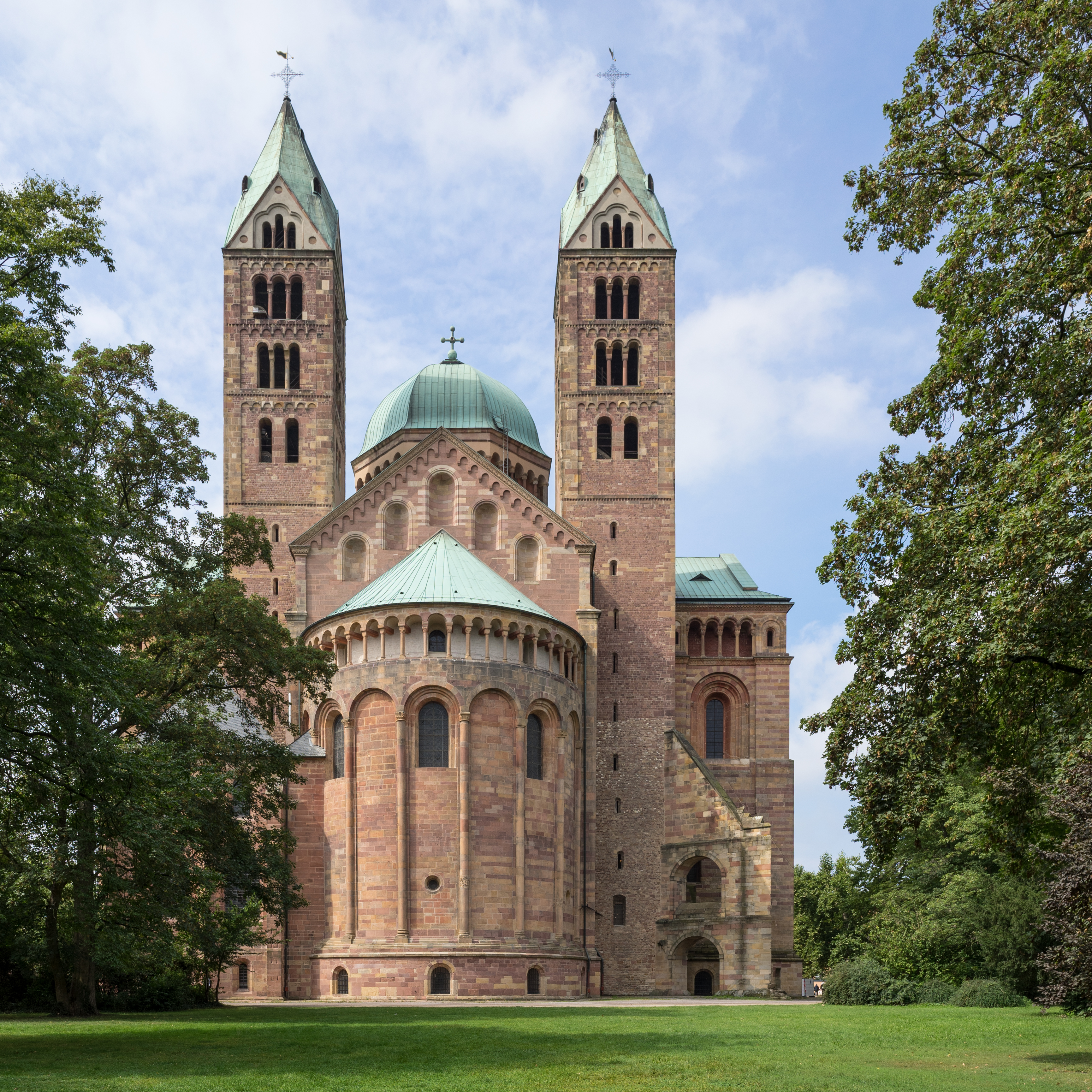
Catedral de Espira
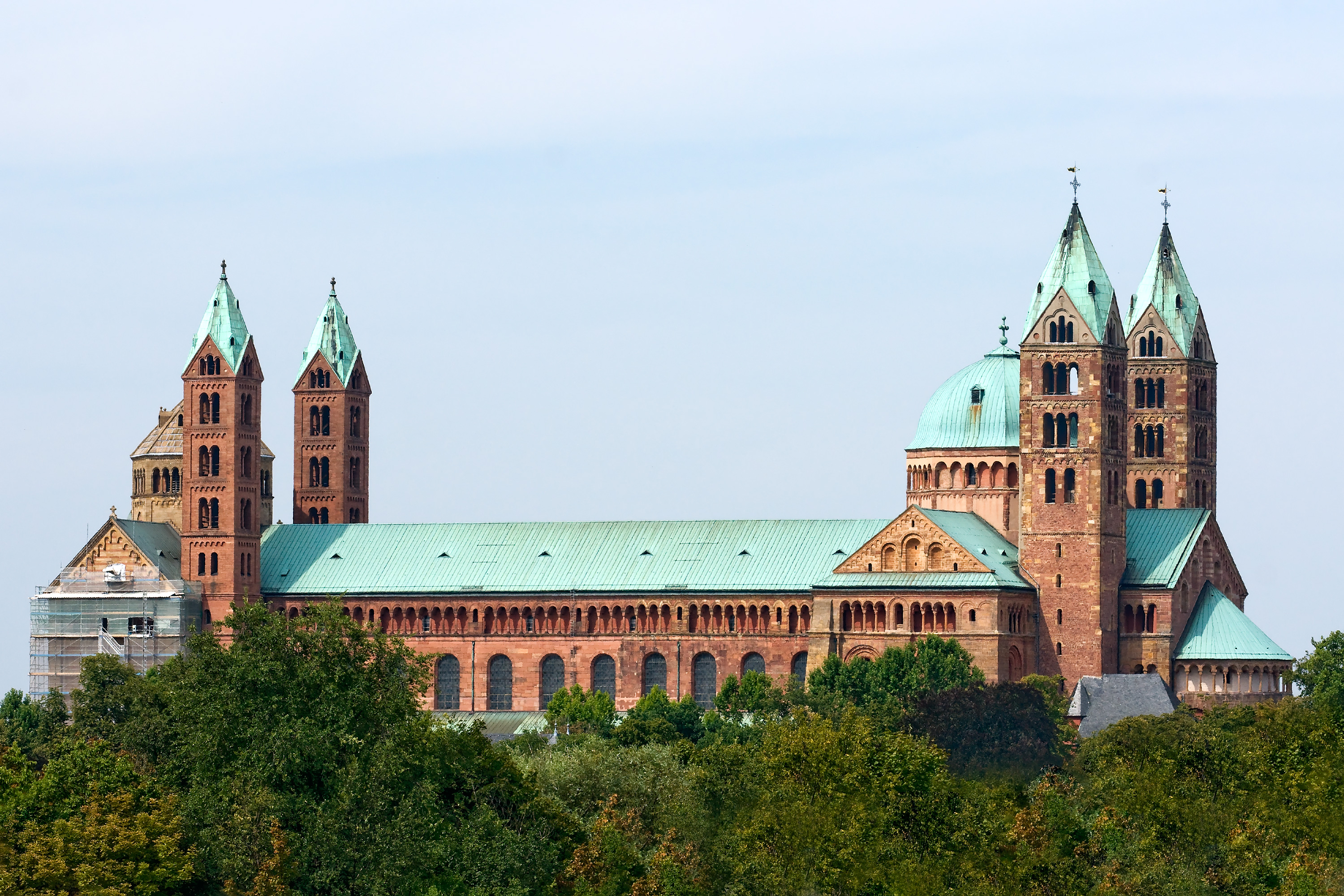
Catedral de Espira
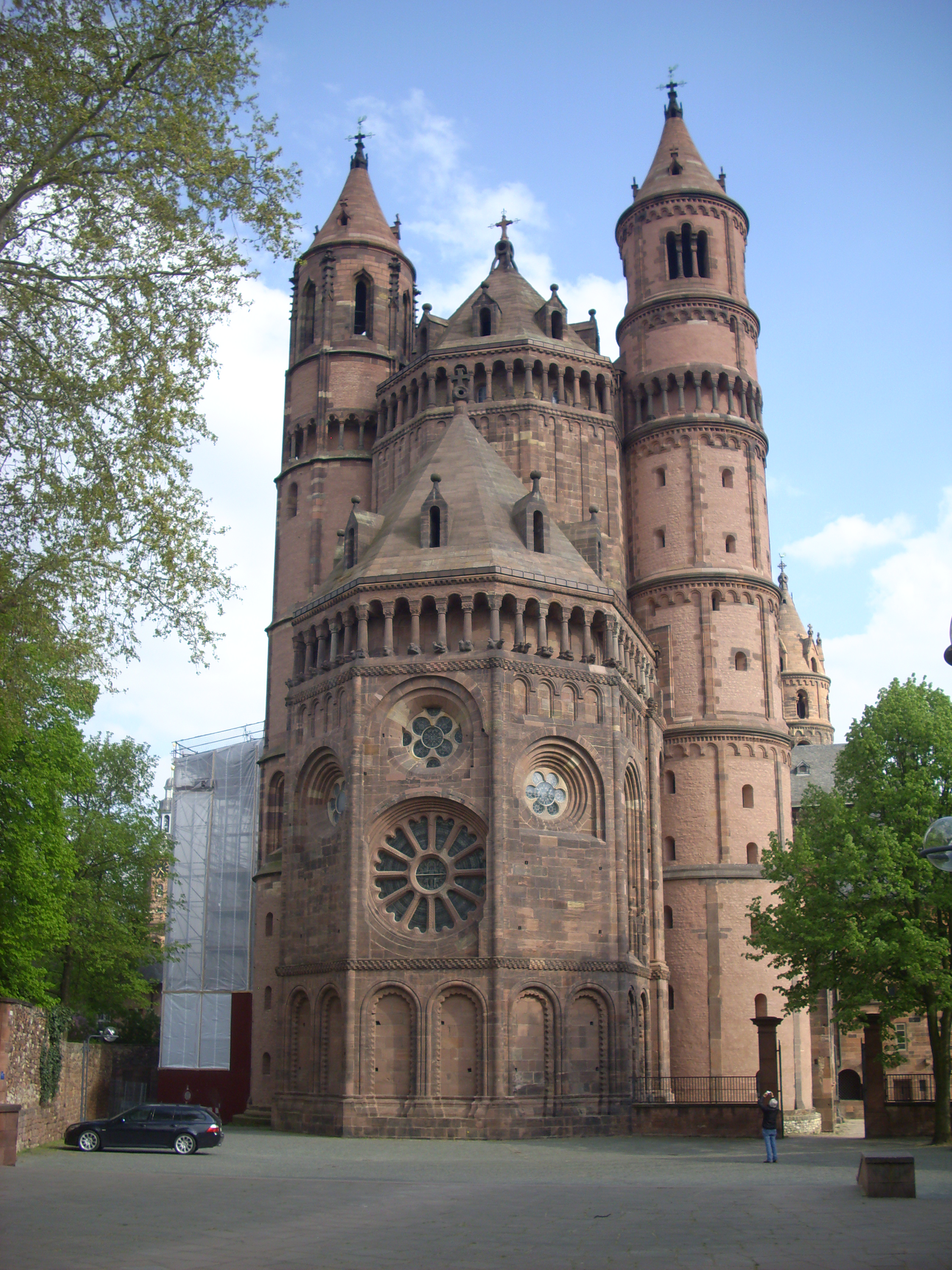
Catedral de Worms
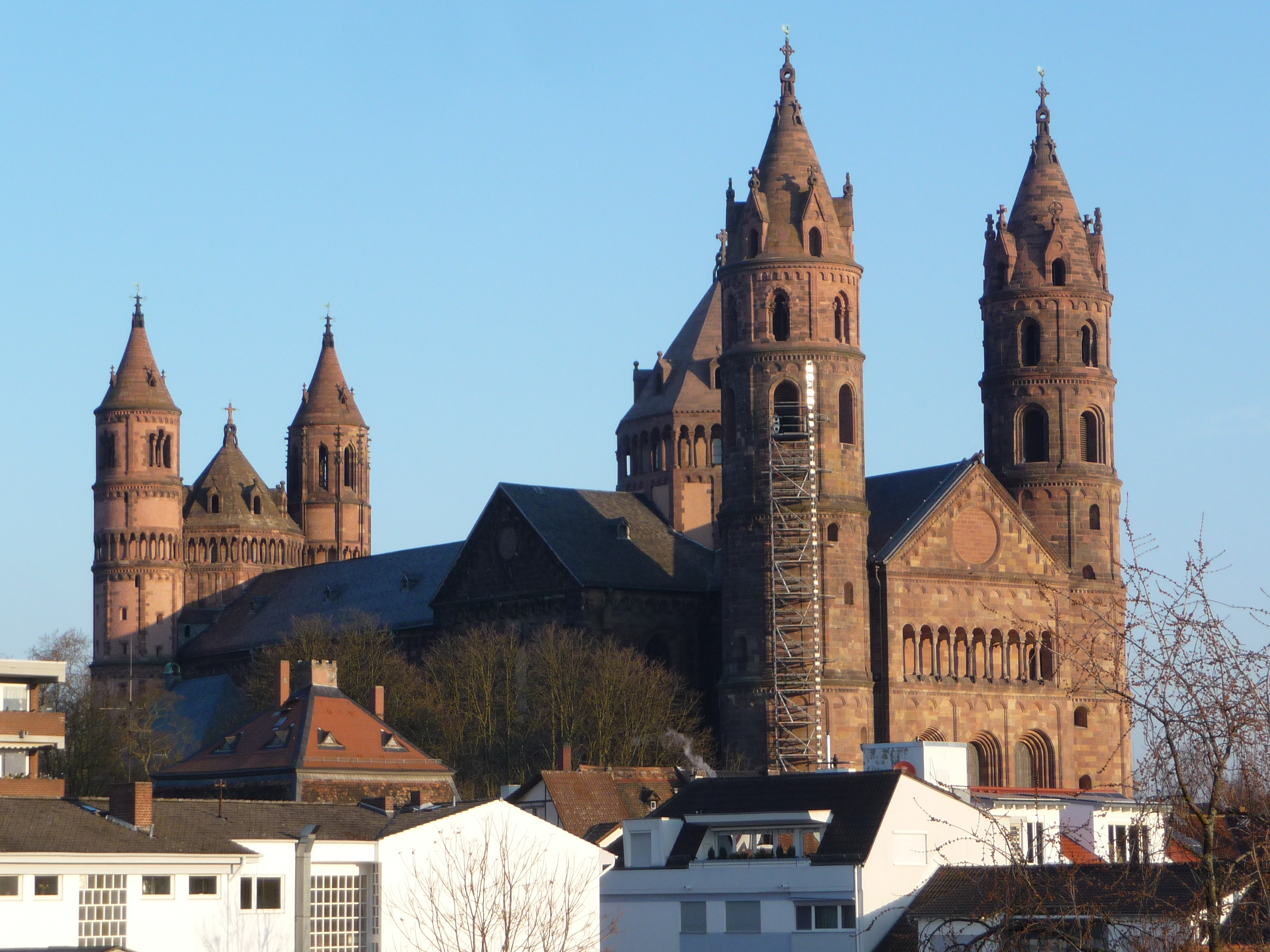
Catedral de Worms

### Particularidades arquitectónicas
La particularidad arquitectónica de las catedrales imperiales es la presencia de dos coros. Complementando al coro del altar tradicional, se encuentra un segundo coro opuesto, al final de la nave, donde se celebraba el servicio religioso para el emperador y sus seguidores. Se supone que quería representar la equivalencia del poder de Dios y el del emperador.

## Fundaciones carolingias
La catedral de Aquisgrán, declarada Patrimonio de la Humanidad por la UNESCO en 1978, hoy es la sede de los obispos de Aquisgrán y el símbolo de la ciudad. Su octógono central fue erigido desde finales del siglo VIII en adelante como capilla palatina del Palacio de Aquisgrán, una residencia del emperador Carlomagno y en ella fue coronado emperador. El edificio, una obra maestra del Renacimiento Carolingio, se ha ampliado varias veces a lo largo de los siglos; desde 936 sirvió como iglesia de la coronación de los Reyes de los romanos después de su elección en Frankfurt. Sin embargo, la antigua capilla Palatina no alcanzó el rango de catedral hasta 1802, permanentemente en 1930.
La catedral de Frankfurt (iglesia de San Bartolomé) también es descrita como una catedral imperial, pese a no haber sido nunca la sede de un obispo. El actual edificio gótico reemplazó a una capilla palatina carolingia, erigida en el palacio real de Frankfurt (Königpfalz). Fue reconstruida como una basílica y la iglesia colegiata fue consagrada por el arzobispo Rabanus Maurus en 852. Frankfurt se convirtió en el lugar de la elección del monarca germano con la ascensión de Federico Barbarroja en 1152, definitivamente fijada en la Bula de Oro de 1356. Desde 1562 hasta 1792, Frankfurt también fue el sitio de la ceremonia de coronación imperial dirigida por el arzobispo de Maguncia.

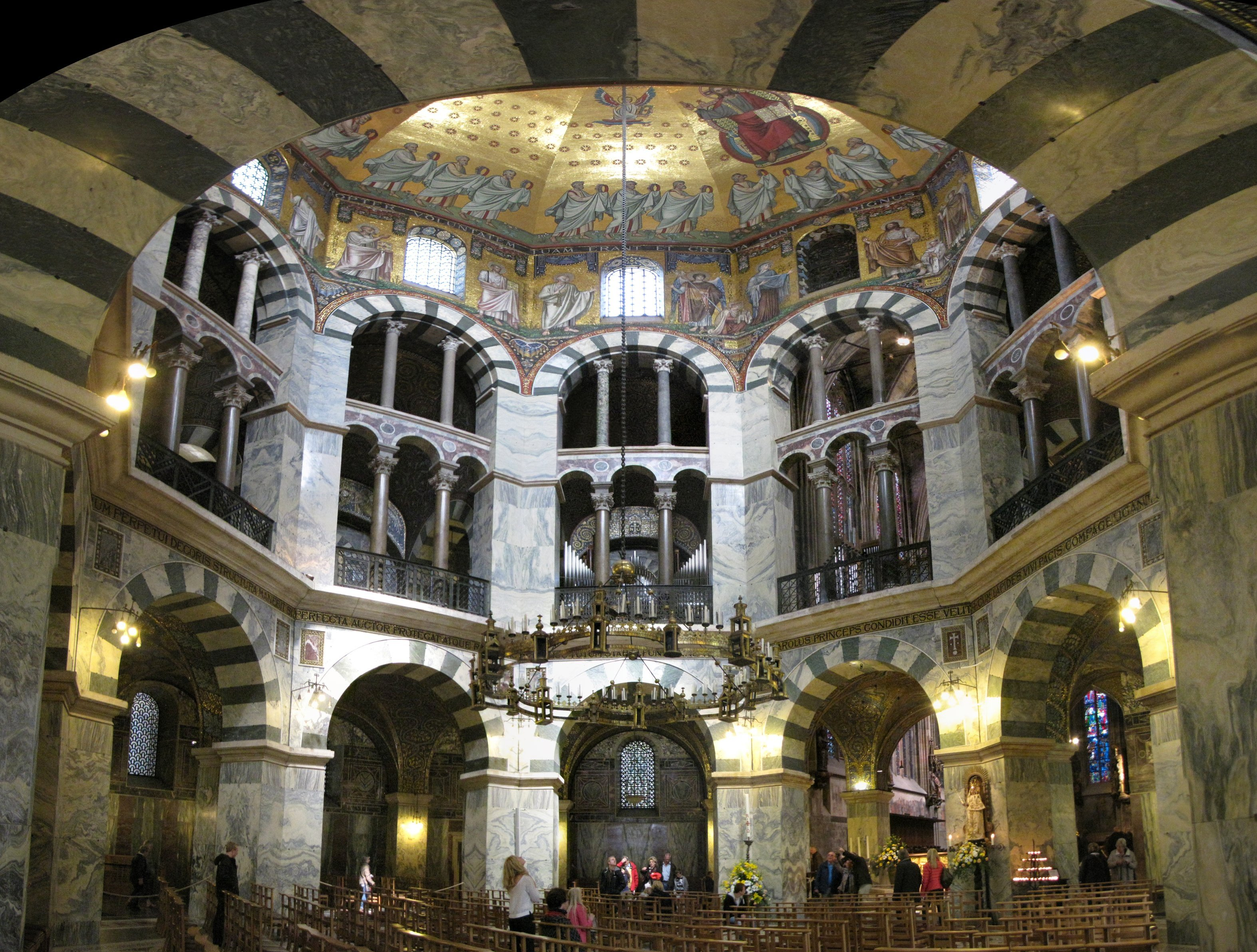
Interior de la catedral de Aquisgran
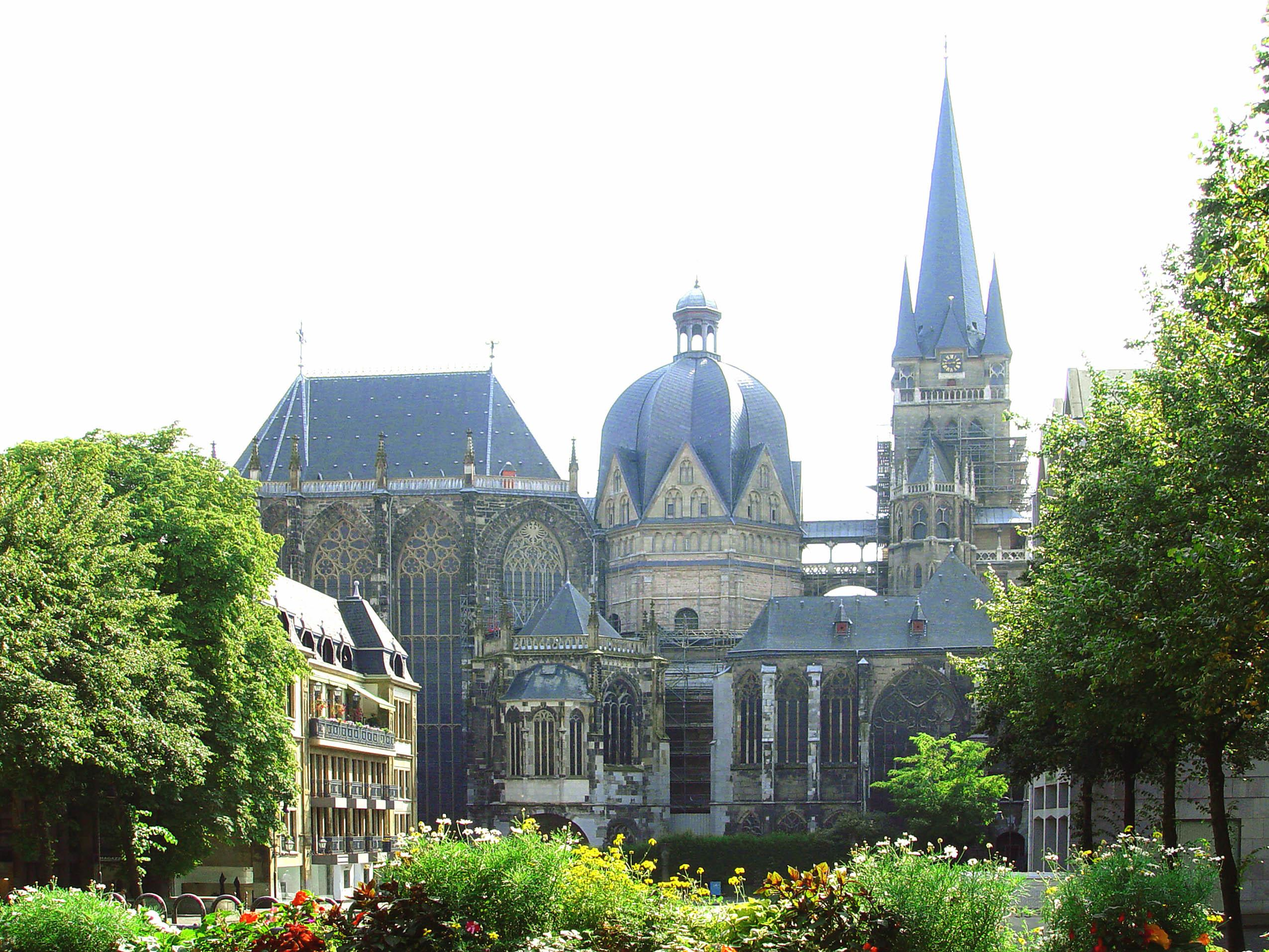
Exterior de la catedral de Aquisgrán
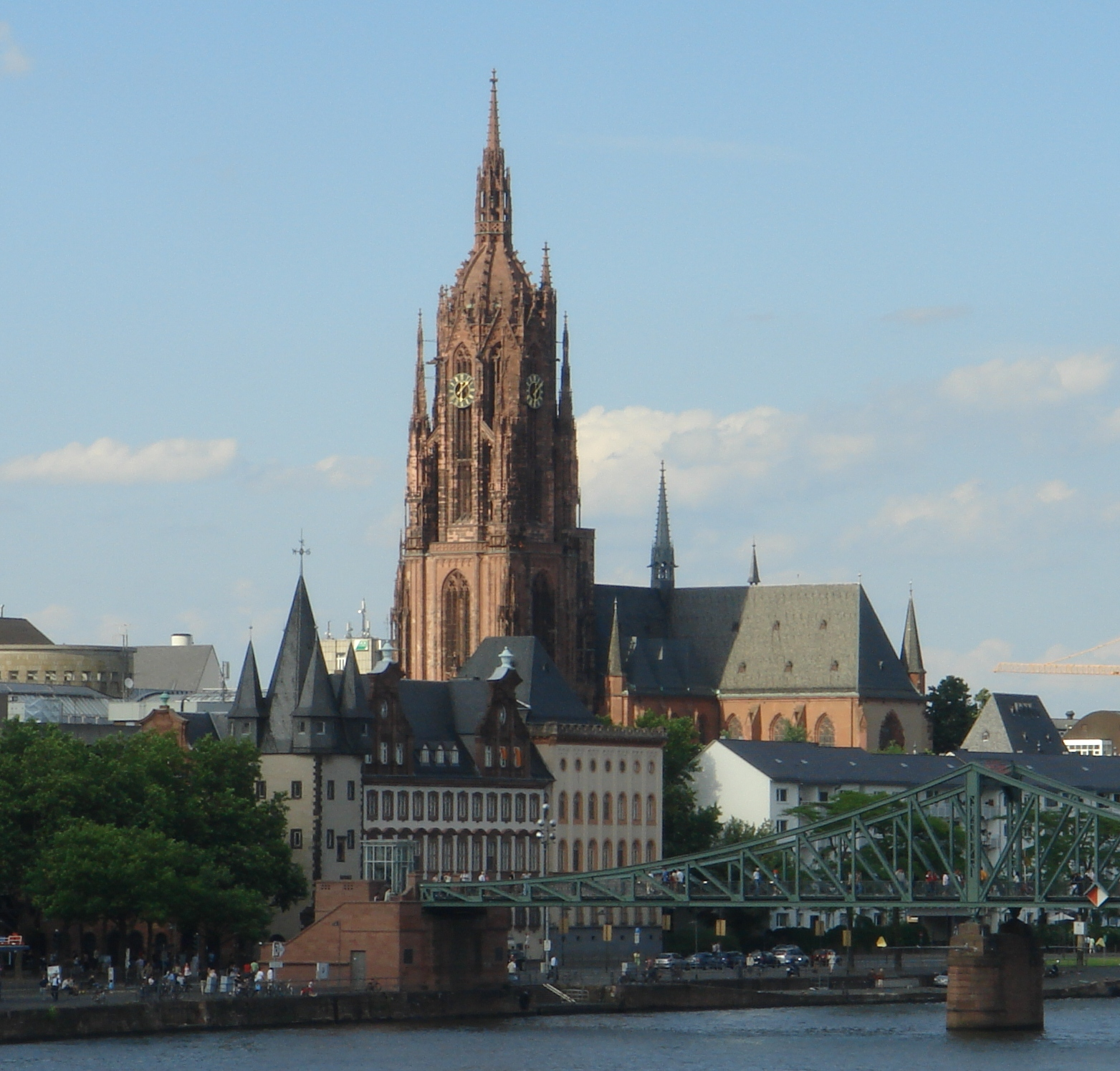
Catedral de Frankfurt
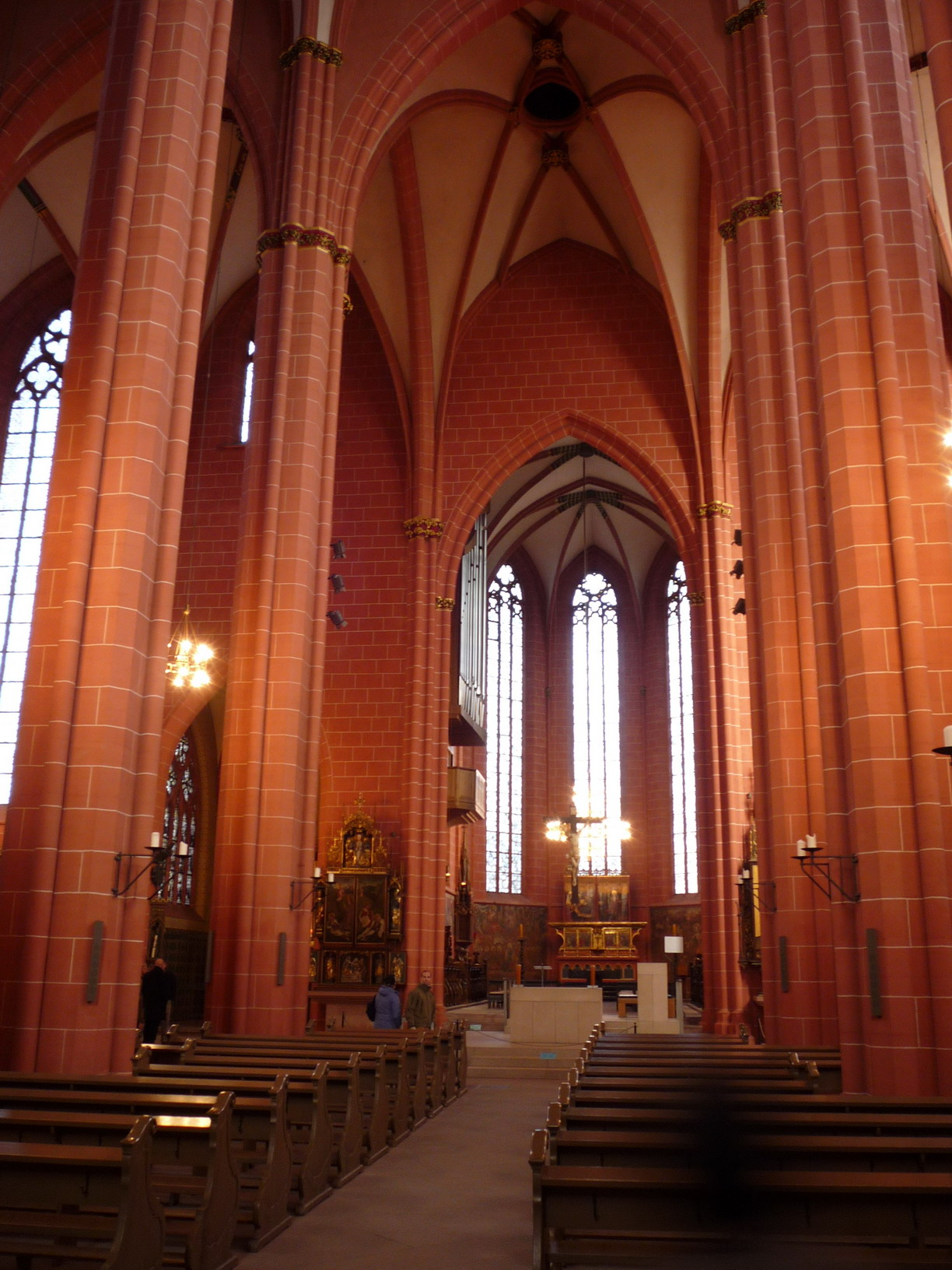
Interior de la catedral de Frankfurt

## Otras catedrales imperiales
La catedral de Bamberg con sus cuatro torres también tiene el mismo estatus. Construida a partir de 1004 para el entonces recién establecido obispado de Bamberg a instancias del último rey otoniano Enrique II y su esposa Cunegunda de Luxemburgo, la iglesia es el lugar donde la única pareja imperial canonizada tiene su tumba. En 1046, el obispo Suidger de Bamberg fue elegido papa Clemente II; su tumba en la catedral es la única tumba de un papa al norte de los Alpes. El edificio románico, también conocido por el jinete de Bamberg, es parte de la histórica ciudad de Bamberg y hoy también figura como Patrimonio de la Humanidad.
Menos conocida es la catedral imperial en la pequeña ciudad de Königslutter am Elm, una basílica construida a partir de 1135 como abadía benedictina y panteón familiar de la dinastía Supplinburger en las tierras sajonas del emperador Lotario II. La iglesia se completó alrededor de 1170, más de 30 años después de la muerte de Lotario, por el duque Enrique el León de la casa de Welf en el momento en que el gobierno imperial ya había pasado a la casa de Hohenstaufen en Suabia. Como la catedral de Frankfurt, nunca fue la sede de un obispo.
A veces también se llaman catedrales imperiales a la catedral de Magdeburgo, sede del arzobispado de Magdeburgo fundada por el emperador Otón el Grande en 968, así como a la catedral de Palermo (Maria Santissima Assunta) con los sarcófagos de los emperadores Hohenstaufen Enrique VI y Federico II.

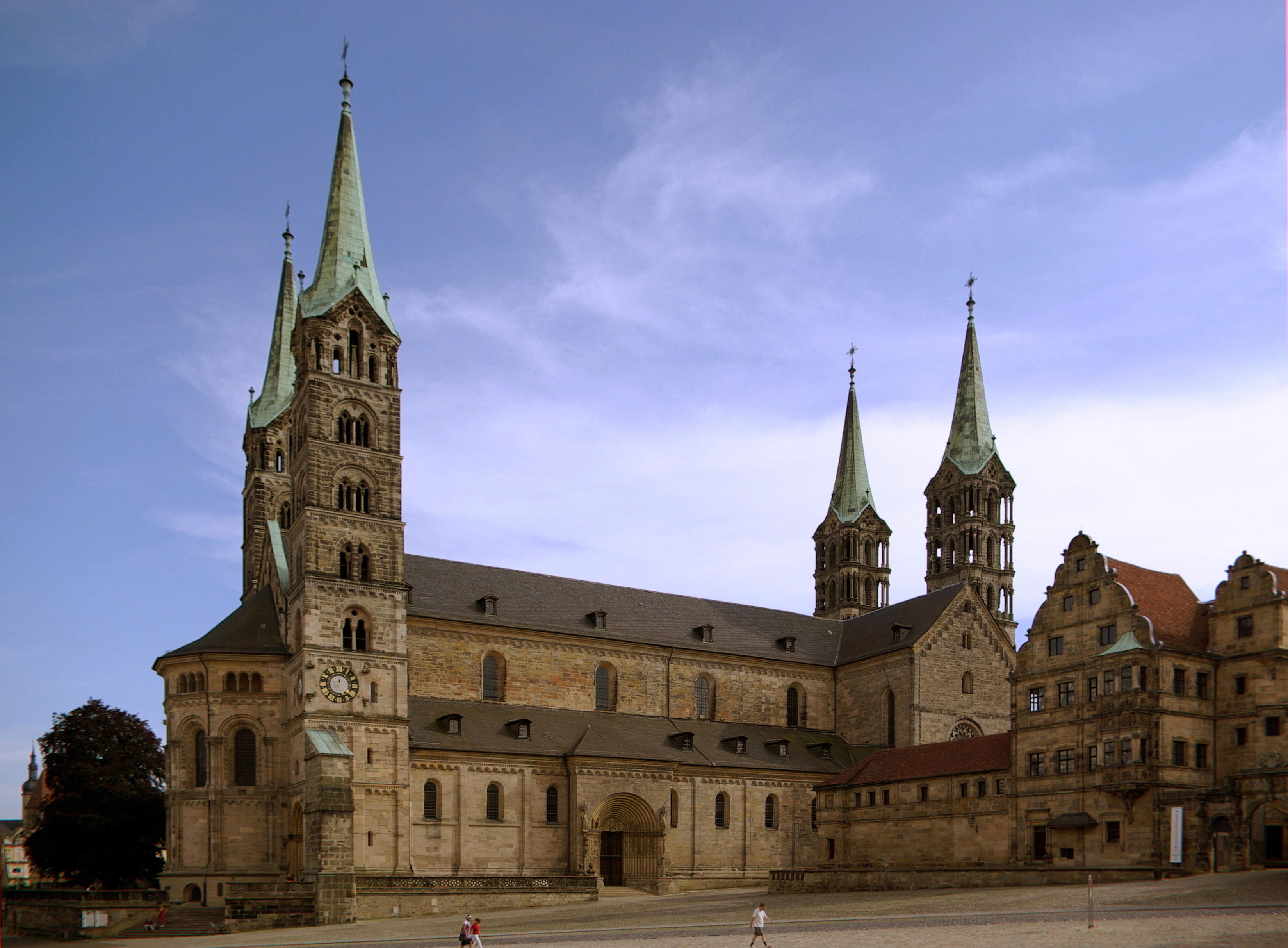
Catedral de Bamberg
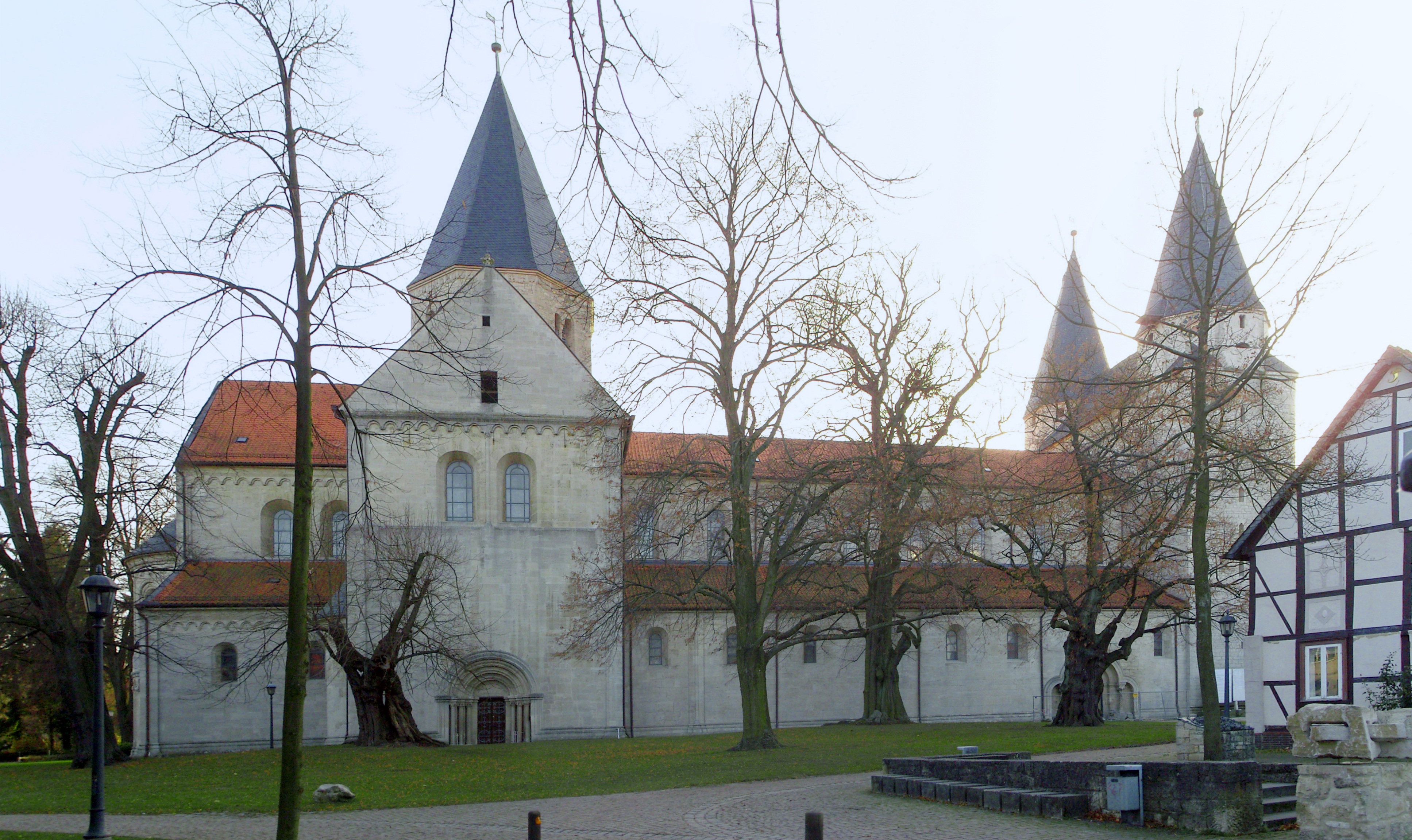
Catedral de Königslutter
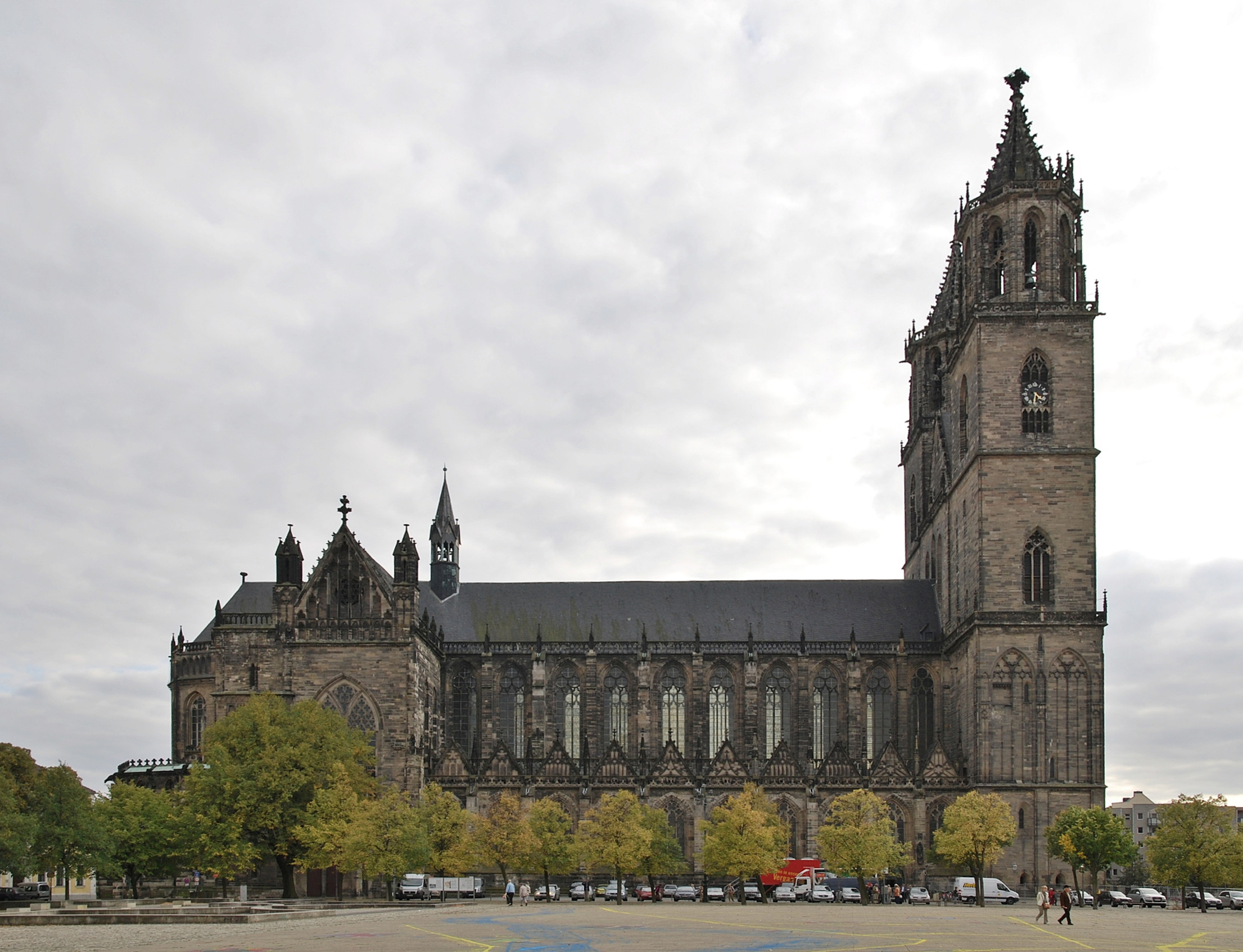
Catedral de Magdeburgo
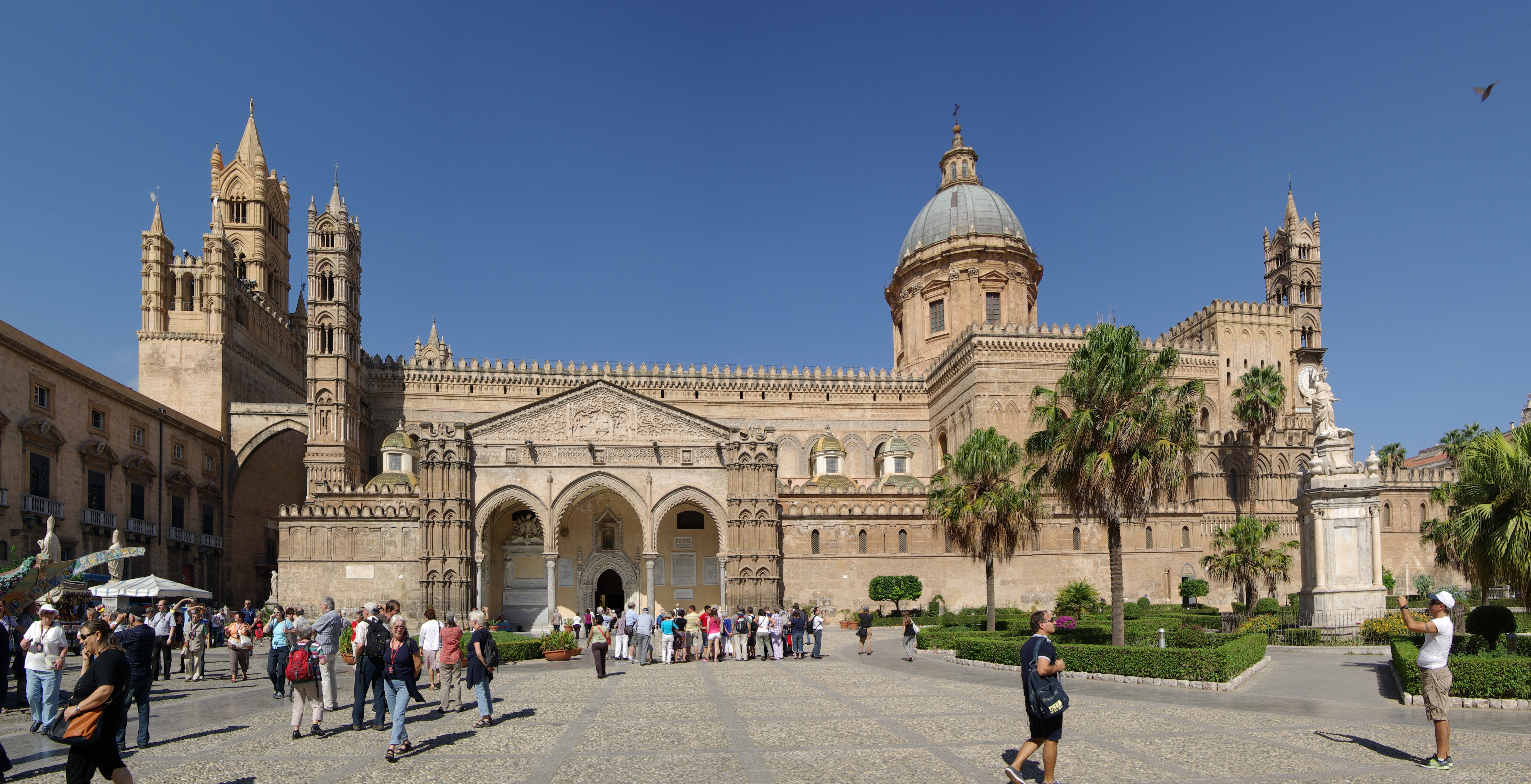
Catedral de Palermo

- Datos: Q678552
- Multimedia: Imperial cathedrals / Q678552